# Град Прилуки
«Град Прилу́ки» — газета територіальної громади міста Прилуки (районний центр Чернігівської області). Виходить з 5 грудня 2001 року один раз на тиждень. Реєстраційне свідоцтво ЧГ № 312 від 8 вересня 2004 року.
Газета прилуцької територіальної громади «Град Прилуки» була заснована у 2001 році Прилуцькою міською радою. Її видавцем є приватне підприємство «Авеста». Головний редактор періодичного видання — Владислав Кіча. 
«Град Прилуки» ставить собі за мету бути для читача не тільки джерелом інформації, а й консультантом, порадником та мудрим співрозмовником. Газета оперативно і вичерпно розповідає про всі міські події, друкує зручні телепрограми, оголошення, рекламу, консультації юристів та психологів. 
Працюючи у галузі видання комунального ЗМІ, редакційний колектив газети розробив чітку систему форм і методів висвітлення усіх аспектів діяльності органів місцевого самоврядування. Також періодичне видання має багатий досвід з підготовки аналітичних, роз'яснювальних та інформаційних матеріалів, що стосуються діяльності органів місцевого самоврядування. Між ПП «Авеста» і адвокатською конторою «Логос» укладено угоду про співпрацю у галузі правоосвітньої діяльності населення, у рамках якої фахівці адвокатської контори на сторінках газети надають юридичні консультації у формі відповідей на запитання читачів (рубрика «Юридична консультація»). 
Праця колективу редакції «Града Прилуки» відзначена низкою нагород, серед яких — Почесна грамота Державного комітету телебачення і радіомовлення України за значний внесок у розвиток інформаційного простору Чернігівщини, Подяка московської телекомпанії «ВИД» за активну участь у соціальному проекті «Жди меня», офіційним представником якого на Чернігівщині є саме «Град Прилуки». Зокрема, силами редакції та її добровільних помічників знайдено понад 100 осіб, яких розшукували, в тому числі з-за кордону. 
На кінець 2000-х років «Град Прилуки» — єдине у Прилуцькому регіоні видання, що виходить на 28 сторінках. Причому 90% матеріалів, що розміщуються на сторінках газети  — власний творчий продукт редакційного колективу видання.